# Инрог

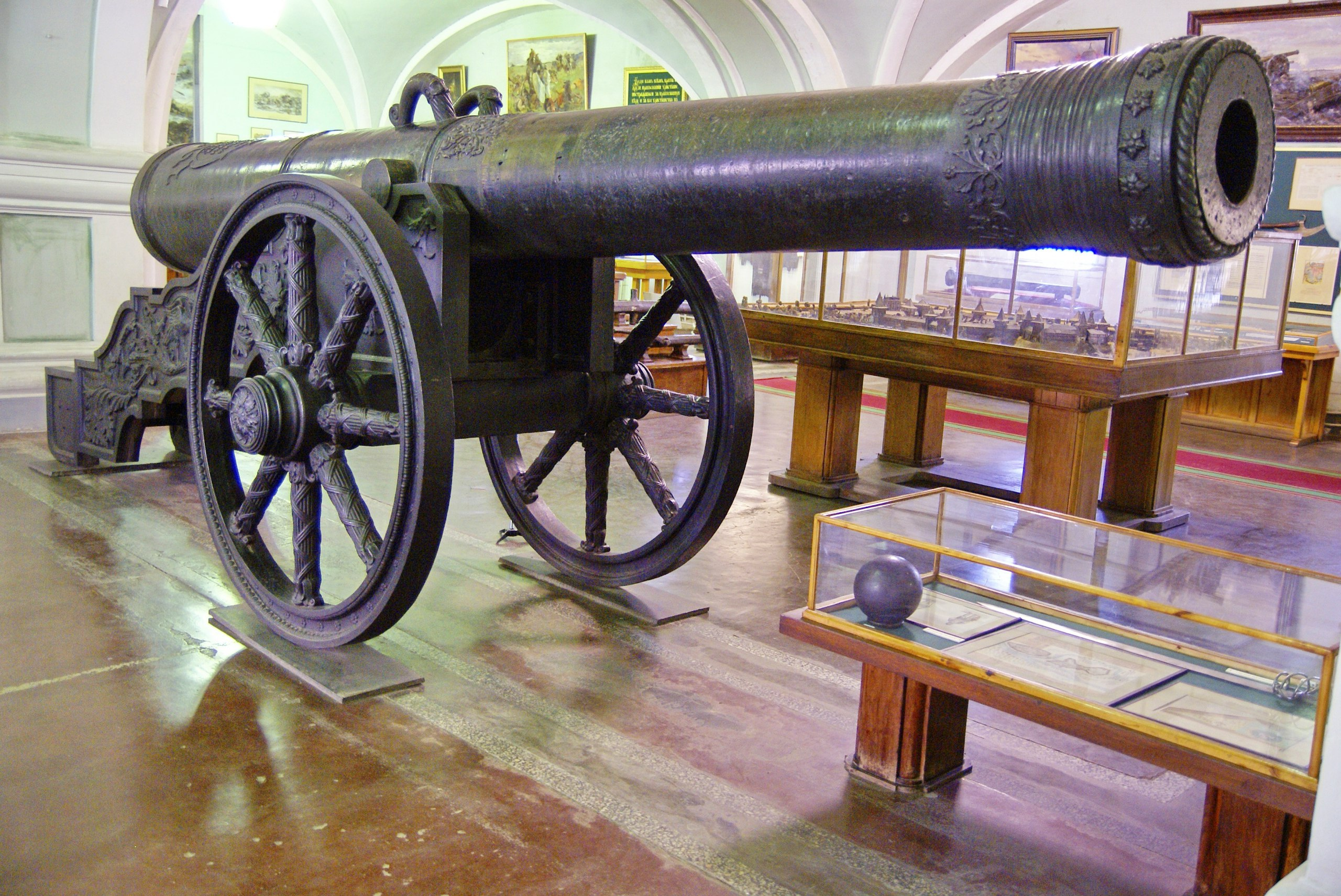
Пищаль Инрог

Инрог (обычно Единорог) — старинное русское именное артиллерийское орудие, проломная пищаль).

## История создания
В 1577 году царь Иван Васильевич попытался переломить ход Ливонской войны в пользу России, заняв всю спорную территорию Ливонии и продиктовав своим противникам (Речи Посполитой и Швеции) выгодные условия мира. В период подготовки к походу было решено усилить осадный парк. На московском Пушечном дворе под руководством мастера  Андрея Чохова среди прочих была отлита проломная пищаль "Инрог". 

## Описание
Орудие относится к типу "проломных пищалей", которые использовались на колесном лафете. Пищаль весит 450 пудов (7436 кг), ствол в длину достигает 7 аршин и 4 вершка (516 см.). Железные ядра весили 68 фунтов или гривенок (примерно 27 кг). Ширина ствола составляла 8,5 дюймов (216 мм). На пищали размещалось изображение единорога и надпись: "Божией милостью, повелением государя царя, великого князя Ивана Васильевича всея Русии, зделана сия пищаль Инрог в лето 7085, делал Ондрей Чохов".. 

## Боевое применение
В 1577 году пищаль применялась в Ливонском походе, принимая участие в обстреле стен ряда орденских замков. Поход прошёл успешно, но ожидаемый перелом в войне не состоялся. Напротив, со следующего года началось постепенное контрнаступление противников Русского государства. К этому времени основная часть русского осадного парка, в том числе "Инрог" был из Ливонии вывезена через Псков в Москву..
Находясь в Москве на Пушечном дворе "Инрог" пережил Смутное время. Источники не упоминают случаев использование артиллерии в боях. Единственным возможным примером применения "по назначению" мог быть обстрел Кремля и Китай-города во время осады Москвы войсками Второго ополчения.
После Смутного времени, учитывая вывод из осадного парка бомбард, "Инрог" стал самым большим орудием готовым к применению. Неудивительно, что он "возглавил" русскую артиллерию, направленную в армию боярина и воеводы Михаила Шеина для осады Смоленска. Тяжелые проломные пищали были отправлены из Москвы только в январе 1633 года "по зимнему пути" и 4 марта прибыли к стенам осаждённой крепости.

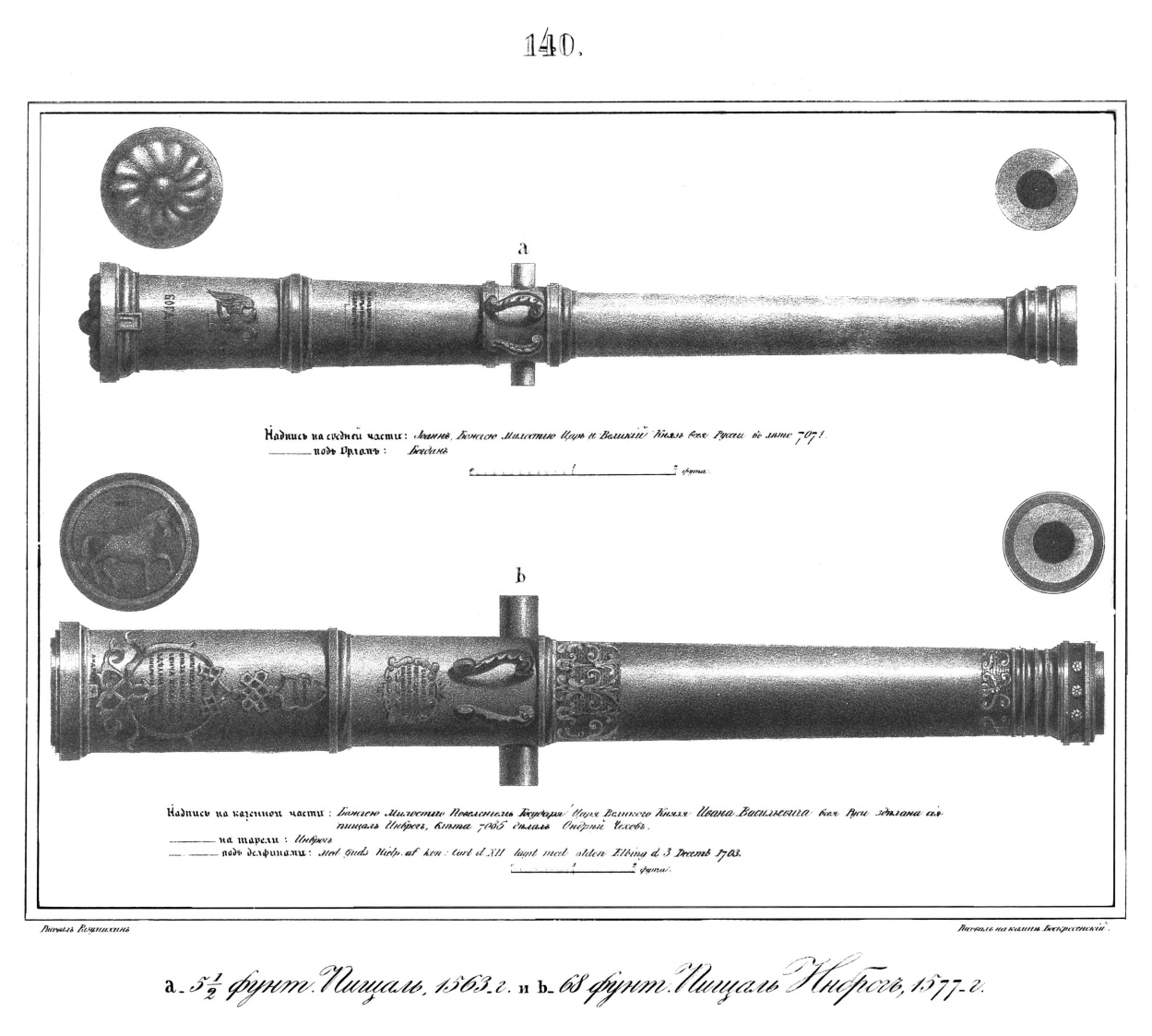
Внизу пищаль Инрог

Для перевозки пищали "Инрог", вес которой со станком составлял 860 пудов (почти 14 тонн), предназначалось 74 подводы: «Пищаль Инрог, ядро пуд 30 гривенок, на волоку, весу в теле 450 пуд, в волоку весу 210 пуд. Под нею 64 подводы. Да к той же пищали Инрогу стан с колесы, в нем весу 200 пуд, под ним 10 подвод».
Три самые крупные пушки были установлены на батарее против Антипинской башни. Огонь их с расстояния в 300 метров стены и башни долго выдержать не могли. Частично положение осаждённых облегчалось нехваткой боеприпасов, из-за чего огонь осадной артиллерии был не столь активен. Огнём с батареи и подкопами были разрушены две башни (Антипинская и соседняя Грановитая) и значительная часть стены между ними. 
После подхода королевской армии на выручку, уже русские войска оказались в осаде. Орудия переключились на обстрелы расположений вражеской армии. Польские источники отмечают русскую 8-орудийную батарею, где располагались пушки калибром до 60 фунтов. Возможно среди них был и "Инрог". Ядра этой батарея доставали до главного лагеря и одно даже поразило королевскую палатку, разбив камин. 20 сентября вся артиллерия была сконцентрирована в главном лагере, продолжая изредка вести огонь. Но в итоге 24 февраля русская армия капитулировала и все орудия достались полякам в качестве трофеев.. 
В 1649 году упоминалось как трофейная пушка "Jednoroziec" в варшавском арсенале. Затем она была переправлена в Эльбинг. В 1703 году в годы Северной войны Эльбинг был захвачен войсками Карла XII и пищаль была перевезена в Швецию, где уже находилось немало русских крупных орудий, в том числе авторства Чохова. На стволе появилась новая надпись на шведском языке: "с Божие помощью королем Карлом XII взята в городе Эльбинге 3 декабря 1703 года"
Зарисована шведским художником Якобом Теллотом на 50 листе альбома трофейных орудий. В 1723 году она была привезена в России шведским купцом Иоганном Примом. Пушку при этом пришлось распилить на три части. За это купец получил от Петра I оплату в размере 7 рублей за пуд. В России она была спаяна в единое целое пушечным мастером Семеном Леонтьевым
В XIX столетии орудие на специально изготовленном декоративном лафете располагалось перед входом входом в здание Главного артиллерийского управления на Литейном проспекте. Сейчас пищаль занимает место в постоянной экспозиции Военно-исторического музея артиллерии, инженерных войск и войск связи. Инвентарный номер № 9/122.